# Peppino De Filippo
Giuseppe "Peppino" De Filippo (Nápoles, 24 de agosto de 1903 – Roma, 27 de enero de 1980) actor, cómico y dramaturgo italiano, considerado uno de los más grandes actores cómicos italianos del siglo XX.
Hijo natural del actor y comediógrafo Eduardo Scarpetta y de Luisa De Filippo, y hermano de Eduardo De Filippo y de Titina De Filippo, debutó en los escenarios cuando no era más que un niño. En 1931 fundó junto a sus hermanos la Compañía de teatro humorístico de los De Filippo. Con ella viajó por toda Italia, con críticas favorables y gran éxito de público. Posteriormente trabajó en el cine y en la televisión.

## Teatro
- Trampoli e cilindri, (Un atto in dialetto napoletano)(1927)
- Un ragazzo di campagna, (Farsa in due parti)(1931)
- Don Raffaele il trombone, (Commedia in un atto)(1931)
- Spacca il centesimo, (Commedia in un atto)(1931)
- Miseria bella, (Farsa in un atto)(1931)
- Cupido scherza...e spazza, (Farsa in un atto in dialetto napoletano)(1931)
- Una persona fidata, (Farsa in un atto)(1931)
- Aria paesana, (Storia vecchia uguale per tutti in un atto)(1931)
- Quale onore!, (Farsa in un atto)(1931)
- Amori...e balestre!, (Farsa in un atto in dialetto napoletano)(1931)
- Caccia grossa!, (Un atto ironico romantico)(1932)
- A Coperchia è caduta una stella, (Farsa campestre in due parti)(1933)
- La lettera di mammà, (Farsa in due parti)(1933)
- Quaranta...ma non li dimostra, (Commedia in due parti in collaborazione con Titina De Filippo)(1933)
- Il ramoscello d'olivo, (Farsa in un atto)(1933)
- I brutti amano di più, (Commedia romantica in tre parti)(1933)
- Un povero ragazzo!, (Commedia in tre atti e quattro quadri)(1936)
- Il compagno di lavoro!, (Un atto in dialetto napoletano)(1936)
- Bragalà paga per tutti!, (Un atto in dialetto napoletano)(1939)
- Il grande attore!, (Commedia in un atto)(1940)
- Una donna romantica e un medico omeopatico, (Da una commedia -parodia in cinque atti di Riccardo di Castelvecchio. Riduzione in tre atti in dialetto napoletano)(1940)
- Non è vero...ma ci credo!, (Commedia in tre atti)(1942)
- Quel bandito sono io!, (Farsa in tre atti e quattro quadri)(1947)
- L'ospite gradito!, (Tre atti comici)(1948)
- Quel piccolo campo..., (Commedia in tre atti)(1948)
- Per me come se fosse!, (Commedia in due parti e quattro quadri)(1949)
- Carnevalata, (Un atto)(1950)
- Gennarino ha fatto il voto, (Farsa in tre atti)(1950)
- I migliori sono così, (Farsa in due parti e otto quadri)(1950)
- Pronti? Si gira!, (Satira buffa in un atto)(1952)
- Pranziamo insieme!, (Farsa in un atto)(1952)
- Io sono suo padre!, (Commedia in due parti e quattro quadri)(1952)
- Pater familias, (Commedia in un atto)(1955)
- Noi due!, (Commedia in un atto)(1955)
- Un pomeriggio intellettuale, (Commedia in un atto)(1955)
- Dietro la facciata, (Commedia in un atto)(1956)
- Le metamorfosi di un suonatore ambulante, (Farsa all'antica in un prologo, due parti e cinque quadri. Con appendice e musiche di Peppino De Filippo)(1956)
- Il talismano della felicità, (Farsa in un atto)(1956)
- La collana di cento noccioline, (Commedia in un atto)(1957)
- Omaggio a Plauto, (Un atto)(1963)
- Tutti i diavoli in corpo, (Un atto)(1965)
- L'amico del diavolo, (Commedia in tre atti)(1965)

## Filmografía
- Tre uomini in frack (1933)
- Il cappello a tre punte (1934)
- Quei due (1935)
- Sono stato io! (1937)
- L'amor mio non muore... (1938)
- Il marchese di Ruvolito (1939)
- In campagna è caduta una stella (1939)
- Il sogno di tutti (1940)
- Notte di fortuna (1941)
- L'ultimo combattimento (1941)
- A che servono questi quattrini? (1942)
- Le signorine della villa accanto (1942)
- Non ti pago! (1942)
- Casanova farebbe così! (1942)
- Campo de' fiori (1943)
- Non mi muovo! (1943)
- Ti conosco, mascherina! (1943)
- Io t'ho incontrata a Napoli (1946)
- Natale al campo 119 (1948)
- Vivere a sbafo (1949)
- Biancaneve e i sette ladri (1949)
- Bellezze in bicicletta (1950)
- La bisarca (1950)
- Luci del varietà (1950)
- Signori, in carrozza! (1951)
- La famiglia Passaguai (1951)
- Cameriera bella presenza offresi... (1951)
- Totò e le donne (1952)
- Ragazze da marito (1952)
- Non è vero... ma ci credo (1952)
- Una di quelle (1953)
- Siamo tutti inquilini (1953)
- Il più comico spettacolo del mondo (1953)
- Martin Toccaferro (1953)
- Lo scocciatore (Via Padova 46) (1954)

- Peppino e la nobile dama (1954)
- Un giorno in pretura (1954)
- Le signorine dello 04 (1955)
- Piccola posta (1955)
- Motivo in maschera (1955)
- Io piaccio (1955)
- I due compari (1955)
- Il segno di Venere (1955)
- Gli ultimi cinque minuti (1955)
- Accadde al penitenziario (1955)
- Cortile (film 1955)|Cortile (1955)
- I pappagalli (1955)
- Un po' di cielo (1955)

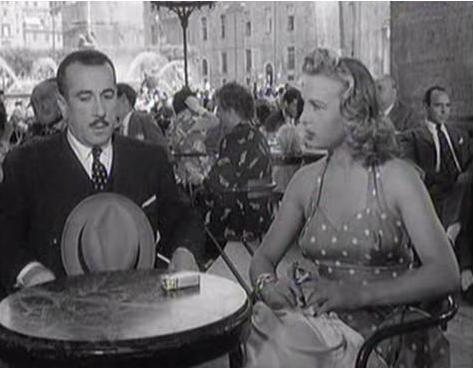
Fotograma de la película de 1953-1954 Lo scocciatore (Via Padova 46): De Filippo y la actriz francesa Arlette Poirier (Arlette Caroline Bernadette Poirier D'Auvergne: n. 1926).

- Totò, Peppino e la malafemmina (1956)
- Totó, Pepino y los forajidos (1956)

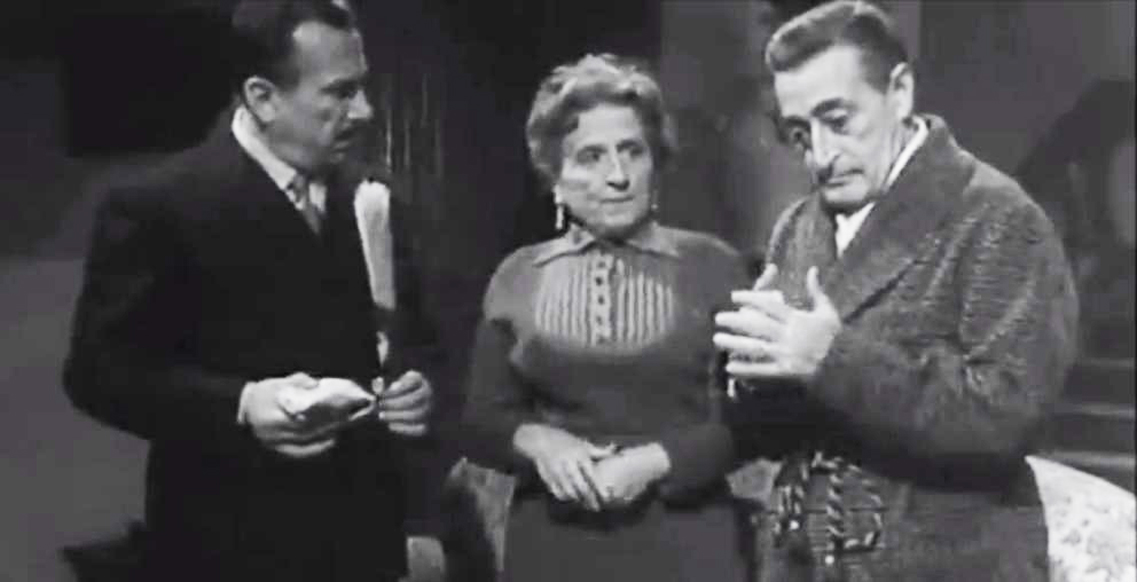
Con su hermana Titina y con Totò en Totó, Pepino y los forajidos (1956).

- Guardia, guardia scelta, brigadiere e maresciallo (1956)
- La banda degli onesti(1956)
- Peppino, le modelle e chella là (1957)
- La nonna Sabella (1957)
- Vacanze a Ischia (1957)
- Totò, Peppino e le fanatiche (1958)
- La nipote Sabella (1958)
- Tuppe, tuppe Maresciallo (1958)
- Ana de Brooklyn (Anna di Brooklyn), de Vittorio De Sica y Carlo Lastricati (1958)
- La cambiale]' (1959)
- Arrangiatevi! (1959)

- Pane, amore e Andalusía (1959)

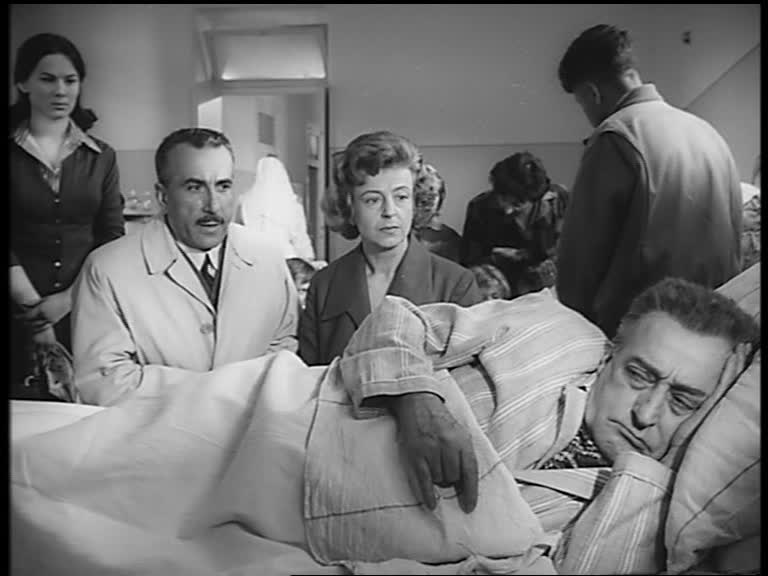
Cathia Caro (n. 1943), Peppino De Filippo, Laura Adani y Totò en la película de 1959 Arrangiatevi!, de Mauro Bolognini.

- Policarpo, ufficiale di scrittura (1959)
- Ferdinando I re di Napoli (1959)
- Signori si nasce (1960)
- Letto a tre piazze (1960)
- Chi si ferma è perduto (1960)
- A noi piace freddo...! (1960)
- I genitori in Blue-Jeans (1960)
- Il mattatore (1960)
- Gli incensurati
- Il carabiniere a cavallo (1961)
- Totò, Peppino e la dolce vita (1961)
- Totò e Peppino divisi a Berlino (1962)
- I quattro monaci (1962)
- Il mio amico Benito (1962)
- Il giorno più corto (1962)
- Boccaccio 70 (1962)
- Totò contro i 4 (1963)
- I quattro moschettieri (1963)
- Gli onorevoli (1963)
- Adultero lui, adultera lei (1963)
- La vedovella (1964)
- Made in Italy (1965)
- Rita la zanzara (1966)
- Ischia operazione amore (1966)
- La fabbrica dei soldi (1966)
- Soldati e capelloni (1967)
- Non stuzzicate la zanzara (1967)
- Zum zum zum (1968)
- Zum, zum, zum n° 2 (1969)
- Lisa dagli occhi blu (1969)
- Gli infermieri della mutua (1969)
- Ninì Tirabusciò: la donna che inventò la mossa (1970)
- Giallo napoletano (1978)